# Đenovići
Đenovići je vesnice a přímořské letovisko v Černé Hoře. Je součástí opčiny města Herceg Novi, od něhož se nachází asi 8 km jihovýchodně. V roce 2003 zde žilo celkem 1 272 obyvatel.
Sousedními vesnicemi jsou Baošići a Kumbor.